# Лучшие годы жизни
«Лучшие годы жизни» (фр. Les Plus Belles Années d'une vie) — французский мелодраматический фильм 2019 года режиссёра Клода Лелуша; является продолжением его фильмов «Мужчина и женщина» и «Мужчина и женщина: 20 лет спустя» (во всех трёх фильмах в главных ролях снялись Анук Эме и Жан-Луи Трентиньян, для обоих этот фильм стал последним). 
Мировая премьера фильма прошла 18 мая 2019 года во внеконкурсной программе 72-го Каннского международного кинофестиваля.

## Сюжет
Бывший гонщик Жан-Луи Дюрок, страдающий от болезни Альцгеймера, живёт в доме престарелых в городке Варанжвиль-сюр-Мер в Нормандии. Он ностальгически вспоминает об истории их любви с Анной Готье, с которой познакомился 52 года назад в Довиле, после чего у них случился страстный роман. Анна, с которой он не виделся уже долгие годы, управляет небольшим магазином в городке Нормандии. Дюрок теряет память и не может вспомнить, что с ним произошло даже несколько минут назад, но он хорошо помнит свой роман с Анной и постоянно в мыслях к нему возвращается. Его сын Антуан, обеспокоенный состоянием отца, разыскивает Анну и упрашивает её посетить своего бывшего возлюбленного. При этой встрече Жан-Луи первоначально не узнаёт Анну, но говорит, что она похожа на женщину, которую он когда-то любил в прошлом, и пересказывает ей историю их взаимоотношений. Они предаются воспоминаниям о времени, когда были вместе, пытаются понять, что пошло не так, возвращаются в дорогие им обоим места, напоминающие им об их любви, и осознают, что это время было лучшими годами в их жизни.

## В ролях
| Актёр              | Роль                             |
| ------------------ | -------------------------------- |
| Анук Эме           | Анна Готье                       |
| Жан-Луи Трентиньян | Жан-Луи Дюрок                    |
| Антуан Сир         | Антуан Дюрок, сын Жан-Луи Дюрока |
| Марианн Деникур    | управляющая домом престарелых    |
| Суад Амиду         | Франсуаза Готье, дочь Анны Готье |
| Моника Беллуччи    | Елена Дюрок                      |
| Тесс Ловернь       | Тесс                             |

## Создание
Картина является продолжением фильмов Клода Лелуша «Мужчина и женщина» (1966) и «Мужчина и женщина: 20 лет спустя» (1986). Во всех трёх фильмах в главных ролях снялись Анук Эме и Жан-Луи Трентиньян. По поводу того, почему он вернулся к продолжению своего самого известного фильма, снятого более полувека назад, режиссёр говорил, что он фактически влюблён в своих персонажей Анну Готье и Жана-Луи Дюрока. По его мнению, с таким отношением к этим людям всегда интересно знать, что происходит с этим человеком, а также неизменно хочется встречаться снова и снова. В связи с тем что этот его «интерес» получил такое развитие, именно поэтому он снова вернулся к своим персонажам, а также к актёрам, которые сыграли этих героев 53 года назад. По мнению французского постановщика, «видимо, это первый такой случай в кинематографе». Несмотря на всю любовь к своим персонажам и интерес к их судьбе, режиссёр долго не решался приступать к созданию продолжения, однако его убедило то, что он почувствовал между Эме и Трентиньяном ту же «магию», что и полвека назад. Лелуш вспоминал, что когда перед съёмками третьего фильма он встретил их вновь, то удостоверился, что они по сути мало изменились, и предложил им снять ещё одно продолжение об этих героях. Анук Эме сразу же согласилась, но Жан-Луи Трентиньян засомневался, опасаясь, что это никому не нужно. Кроме того, по словам Лелуша, созданию картины способствовала настоящая череда чудес:
В первый день съёмок я сказал команде, что если назавтра мы не проснёмся счастливыми, то дальше снимать не будем. И в первый же день я хотел сразу снимать дальше, прямо до конца. Вернувшись домой, я сказал своей жене, что я счастливейший человек на свете.
Болезнь Альцгеймера, от которой страдает главный герой фильма, была введена в фильм в память о близкой подруге режиссёра Анни Жирардо, у которой в конце жизни обнаружился этот недуг и единственным, кого она иногда узнавала, был Лелуш.
Некоторые эпизоды ленты были сняты на камеру смартфона, а режиссёр даже признался, что если бы в 1966 году ему предоставилась такая возможность, он бы снял «Мужчину и женщину» на камеру телефона, так как он считает, что за смартфоном будущее кино. По словам Лелуша, это мобильная и удобная камера, которая значительно расширяет возможности для режиссёров. В картину вмонтированы множество сцен из оригинального фильма, но не из «Мужчина и женщина: двадцать лет спустя», которую режиссёр считает ошибкой, и в фильме 2019 года отсутствуют биографические подробности первого продолжения.
Съёмки проходили в сентябре—октябре 2018 года в Нормандии (Довиль, Трувиль, Туржевиле, Бомон-ан-Ож) и в Париже. В целом съёмочный процесс занял всего 13 дней.

## Приём и критика
Мировая премьера фильма прошла 18 мая 2019 года во внеконкурсной программе 72-го Каннского международного кинофестиваля. Зрители встретили фильм и легендарных актёров стоячей овацией, а по окончании показа зал запел знаменитую песню Франсиса Ле «Un homme et une femme» («Cha ba da ba da»). Однако многие критики отметили вторичность продолжения по отношению к оригиналу и эксплуатацию полюбившихся публике персонажей и образов. На французском веб-сайте AlloCiné фильм получил хорошие отзывы, со средним баллом 3,4.